# RK Krim
El RK Krim Mercator de Liubliana (en esloveno Rokometni Klub Krim) es un equipo de balonmano femenino de la ciudad de Liubliana, capital de Eslovenia. Fue fundado en 1984 y es uno de los principales dominadores del balonmano femenino esloveno, contando además con varios éxitos en campeonatos internacionales.

## Palmarés
- 30 x Campeonato esloveno
  - Campeón (29): 1995, 1996, 1997, 1998, 1999, 2000, 2001, 2002, 2003, 2004, 2005, 2006, 2007, 2008, 2009, 2010, 2011, 2012, 2013, 2014, 2015, 2017, 2018, 2019, 2020, 2021, 2022, 2023, 2024, 2025

- 28 x Copa eslovena
  - Campeón (28): 1993, 1994, 1995, 1996, 1997, 1999, 2000, 2001, 2002, 2003, 2004, 2005, 2006, 2007, 2008, 2009, 2010, 2011, 2012, 2013, 2014, 2015, 2016, 2017, 2018, 2019, 2022, 2023
- 8 x Supercopa eslovena
  - Campeón (8): 2014, 2015, 2016, 2017, 2018, 2019, 2022, 2023

- Liga de Campeones
  - Campeón: 2001, 2003
  - Finalista: 1999, 2004, 2006

- Supercopa de Europa
  - Campeón: 2003, 2004
  - Finalista: 2006
  - Semifinalista: 1999, 2001

## Plantilla 2024-25
|  | Porteras - 12 Bárbara Arenhart - 16 Maja Vojnovič - 75 Dijana Đajić Extremos izquierdos - 8 Tamara Mavsar - 99 Ema Abina - Jennifer Gutiérrez Bermejo Extremos derechos - 4 Jovanka Radičević - 20 Alja Varagić Pivotes - 3 Manca Jurič - 15 Valentina Klemenčič - 34 Tatjana Brnović | Laterales izquierdos - 5 Tjaša Stanko - 23 Betchaïdelle Ngombele - Tamara Horacek - Ana Abina Centrales - 7 Allison Pineau - 9 Nina Spreitzer - 18 Nina Zulić - 96 Itana Grbić - Grâce Zaadi Laterales derechos - Ana Gros - 25 Barbara Lazović |